# Gwiazda heksapetalna

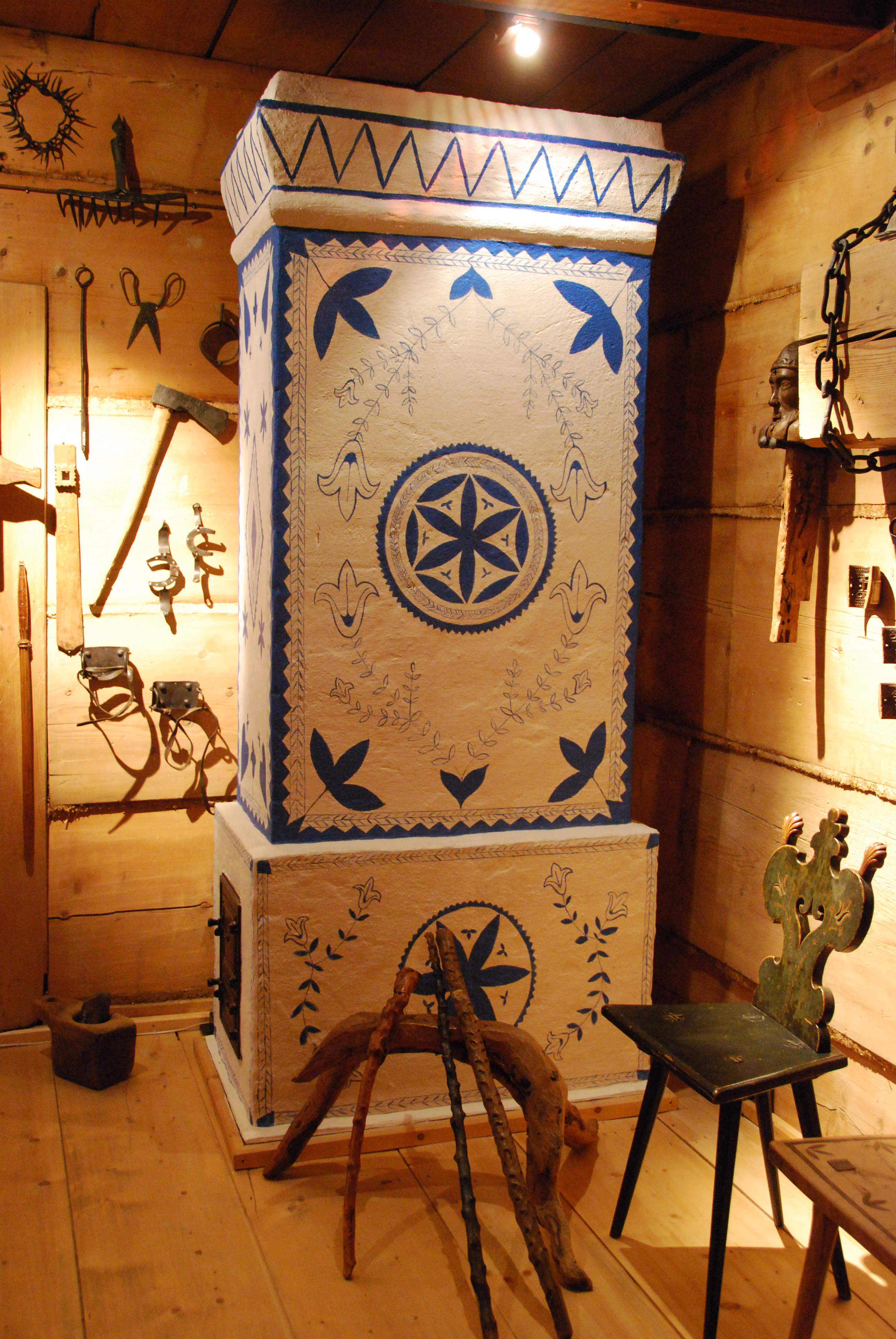
Motyw rozety karpackiej na piecu kaflowym w podhalańskiej chałupie

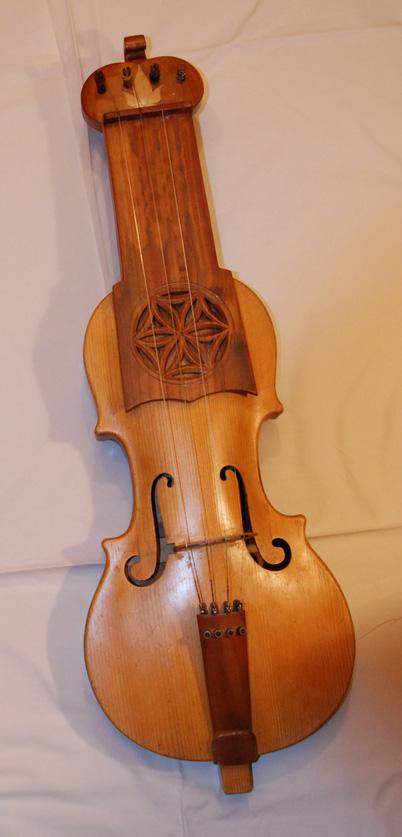
Rozeta wycięta na polskim instrumencie ludowym – suce biłgorajskiej

Gwiazda heksapetalna, rozeta sześcioramienna – ornament geometryczny w formie rozety sześcioramiennej.

## Historia
W wielu kulturach rozeta uważana jest za symbol magiczny. Inne nazwy – kwiat życia, rozeta karpacka, rozeta podhalańska, rozeta sześcioramienna.
Ten motyw ornamentalny i symboliczny, znany był już w czasach prehistorycznych w różnych postaciach i na różnych kontynentach. 
W Polsce gwiazda heksapetalna spotykana jest w kulturze przeworskiej jako element zdobniczy pasów i klamer. Od czasów średniowiecznych motyw ten używany był na drzwiach, belkach stropowych, krzyżach, elementach gzymsów i kapiteli, herbach, przedmiotach domowego użytku, częściach garderoby oraz na wycinankach i pisankach.

## Rozeta góralska
W tradycyjnej kulturze ludowej Karpat rozeta występuje na wyrobach z drewna pod trzema podstawowymi postaciami:
- rysowanej, zubożonej, w formie sześciopromiennej gwiazdy wpisanej w okrąg;
- rozeta w formie soczewki, na wykreśloną rozetę nakłada się kopię tej samej rozety, tym samym ornament uwypukla się i staje się bardziej efektownym;
- rozeta wycinana dłutem – występuje na zdobionych parzenicach, kijankach i łyżnikach, wieszadełkach oraz listwach zasłaniających właściwe osadzenie łyżki.

Zdobienie rytem motywu centralnej rozety sześciopromiennej gwiazdy (słońca) – koła na drewnianych przedmiotach użytkowych spotkać do dziś można w Karpatach, szczególnie na Podhalu, Sądecczyźnie, Podbeskidziu – występuje na terenie południowej Polski. 
Rozeta góralska jest logiem polskiego Towarzystwa Karpackiego oraz znakiem firmowych regionalnych produktów rodem z Podhala.

## Galeria

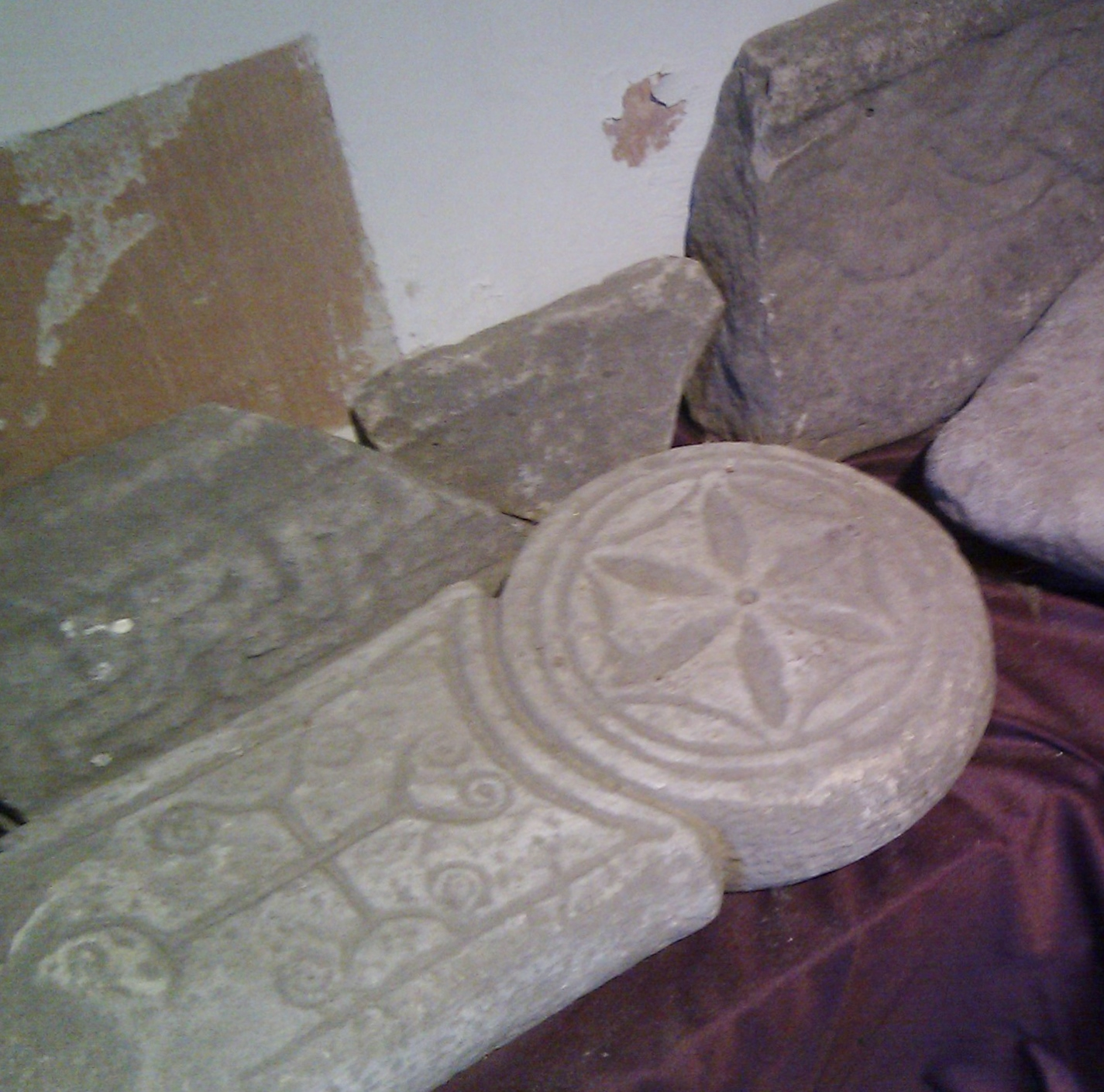
Celtycki krzyż z motywem rozety (Szkocja)
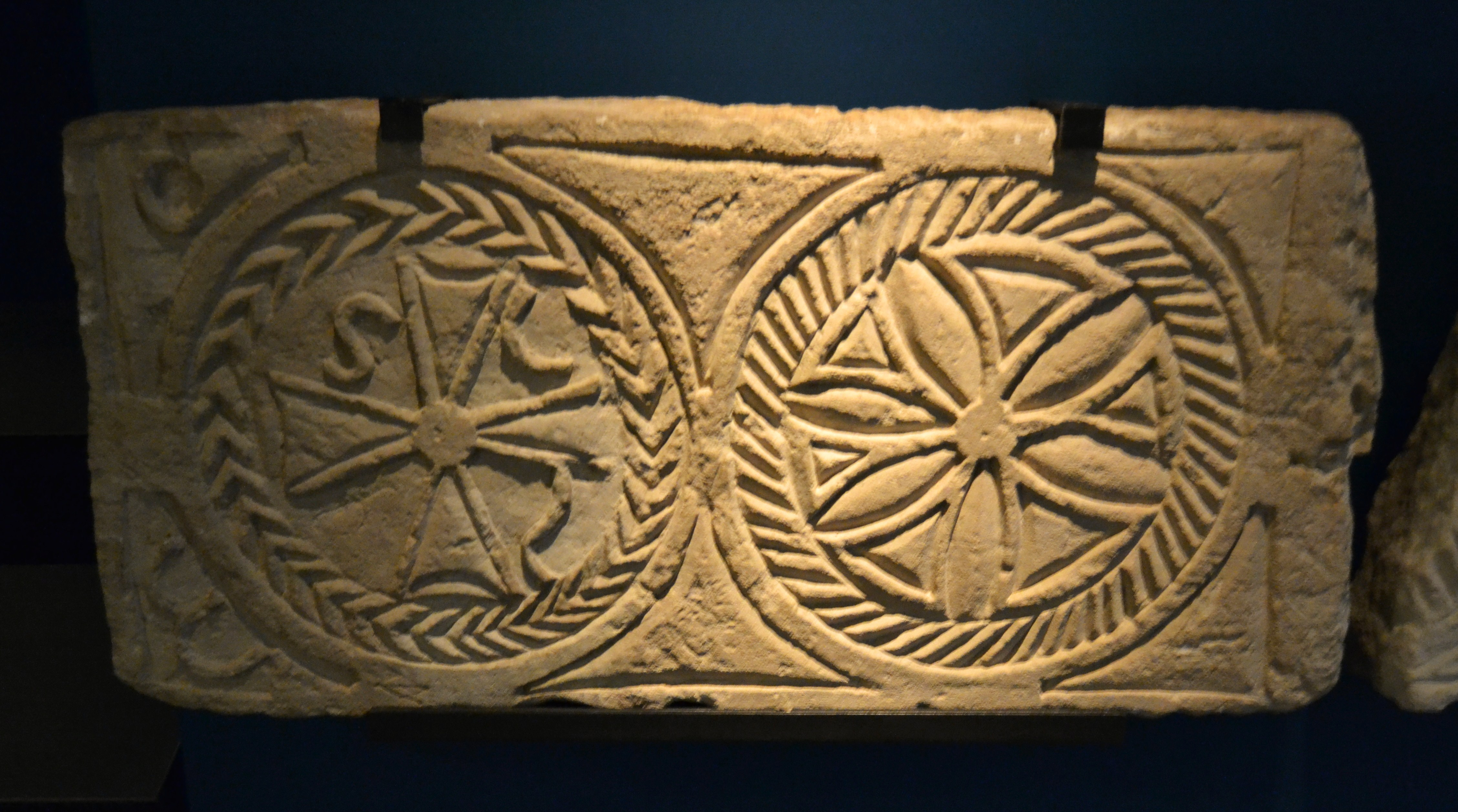
Wizygocki krzyż i rozeta (Hiszpania)
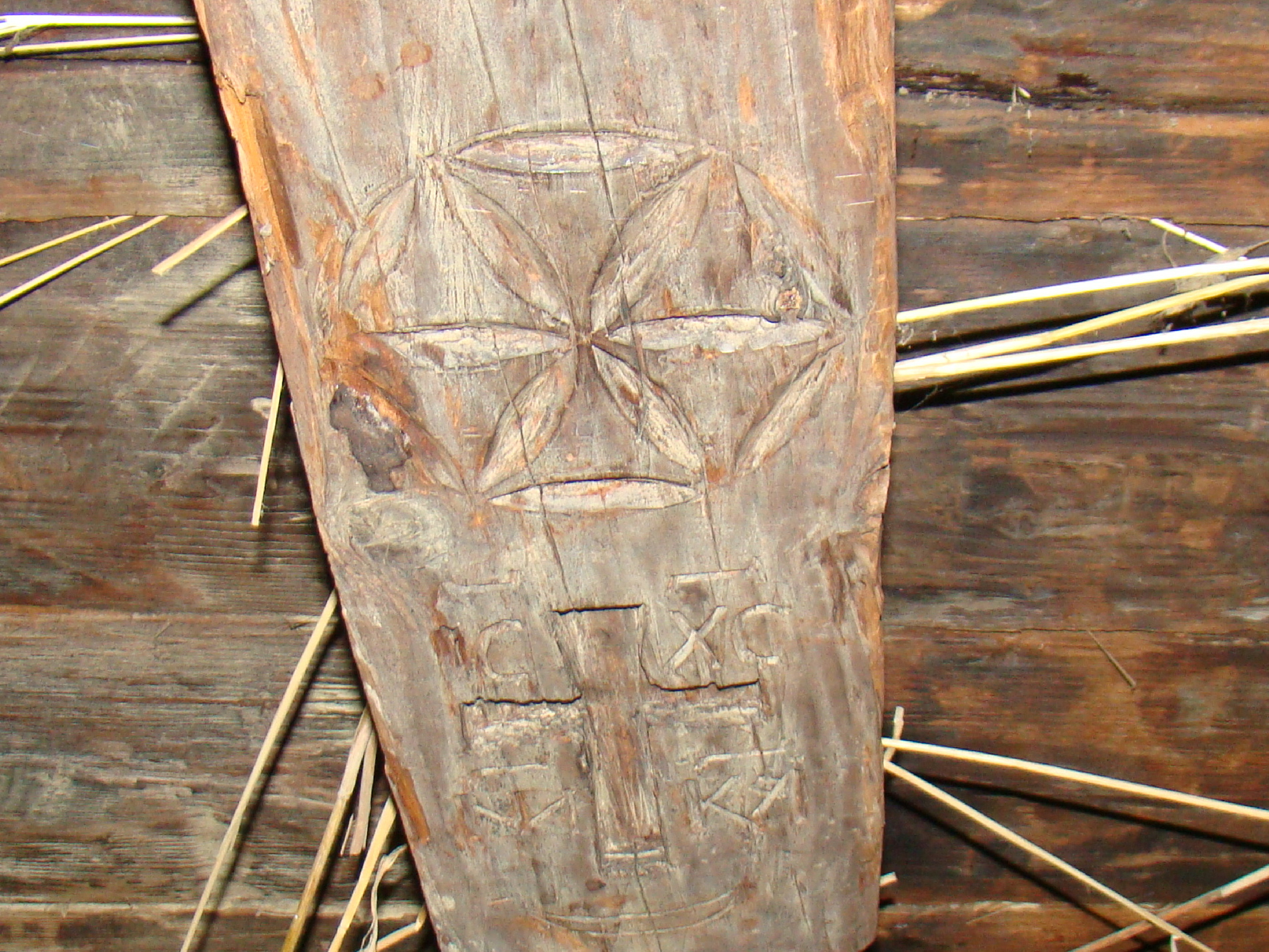
Krzyż i rozeta (Polska)